# Serrapinnus calliurus
Serrapinnus calliurus är en fiskart som först beskrevs av Boulenger, 1900.  Serrapinnus calliurus ingår i släktet Serrapinnus och familjen Characidae. Inga underarter finns listade i Catalogue of Life.